# Muromcy

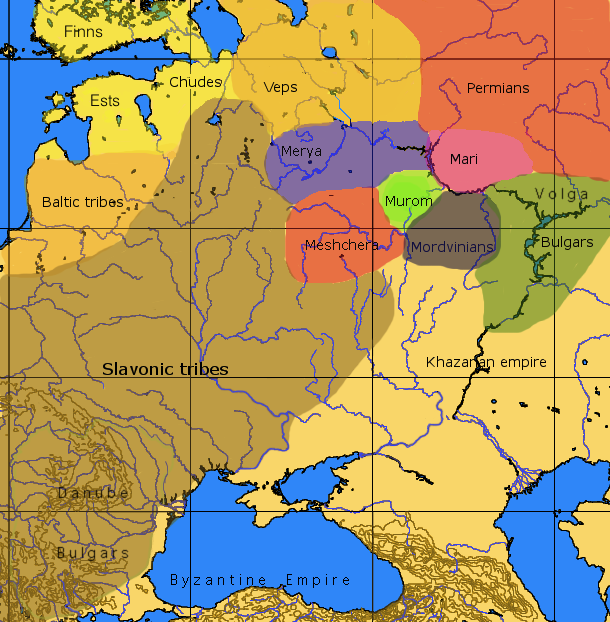
Europa Wschodnia w IX w.

Muromcy (Muroma, Morom, Muromowie) – lud ugrofiński spokrewniony z Mordwinami, który w pierwszym tysiącleciu naszej ery zamieszkiwał basen Oki. Podstawę ich gospodarki stanowiły uprawa roli i łowiectwo. W późniejszym okresie Muromcy zostali zhołdowani przez Ruś Kijowską, a następnie zasymilowani przez Słowian, mając udział w formowaniu etnosu rosyjskiego. Do XI wieku stanowili większość etniczną na terenach, które zamieszkwali, do XVI wieku ulegli asymilacji. Od tego ludu pochodzi nazwa miasta Murom, niegdyś ważnego ośrodka politycznego Rusi i stolicy udzielnego księstwa. W okolicach tego miasta do dzisiaj spotyka się osoby wywodzące swoje pochodzenie od Muromców.